# Samantha Siqueiros
Samantha Siqueiros, född 13 september 1994 i La Paz, Baja California Sur, är en mexikansk skådespelare.
Siqueiros har bland annat medverkat i TV-serierna Berlin, Familjen Grecos hemlighet och No te puedas esconder.

## Filmografi (i urval)
- 2019 – No te puedes esconder (TV-serie)
- 2022 – Familjen Grecos hemlighet (TV-serie)
- 2023 – Berlin (TV-serie)